# Salen (Peter-I.-Insel)
Der Salen (norwegisch für Sattel) ist ein Berg auf der westantarktischen Peter-I.-Insel. Er ragt an der Nordseite des Lars-Christensen-Gipfels auf.
Wissenschaftler des Norwegischen Polarinstituts benannten ihn 1987 deskriptiv.